# ピーク (タイの歌手)
ピーク（タイ語: กองทัพ พีค、英: Kongthap Peak は、タイの歌手であり、2019年に韓国のオーディション番組「PRODUCE X 101」にも出演した。

## 略歴
- 2018年10月8日 - 「Say No」で歌手デビュー[1]。
- 2019年1月18日 - 韓国のテレビ番組「君の声が見える」に出演[2]。
- 2019年5月3日 - 韓国のオーディション番組「PRODUCE X 101」に練習生として出演。（最終結果は50位）
- 2019年8月 - タイで主演ドラマに出演。

## 人物
- 「PRODUCE X 101」に出演した理由として、子供の頃からSUPER JUNIORを見て歌手の夢を抱いた。防弾少年団とEXOの人気を見ながら韓国進出を決めたことを明かした。番組中で仲が良かった練習生としてはナム・ドヒョン（X1のメンバー）などの名前を挙げた[3]。
- 「PRODUCE X 101」に出演していた時に自身の父親がソウル市内で応援を呼び掛けている様子が本人が出演したタイの地元のニュースで流れたことがある[4]。

## 作品

### タイ
- 「Say No 」 （2018年10月）
- 「แลก（変える）」 （2019年7月）[5]

### 韓国
- X1-MA(_ジマ) - 「PRODUCE X 101」のタイトル曲。練習生の一人として参加した。

## 出演

### 韓国
- 君の声が見える（シーズン6）（2018年）
- PRODUCE X 101（2019年）